# Mémorial soviétique (Tiergarten)
Le Mémorial soviétique de Tiergarten est un monument commémoratif de la Seconde Guerre mondiale qui est situé avec le cimetière militaire dans la partie est du parc de Großer Tiergarten, à Berlin, en Allemagne. Ce mémorial est dédié aux quelque 80 000 combattants de l'Armée rouge tombés durant la bataille de Berlin, en avril-mai 1945, mettant le point final à la Seconde Guerre mondiale en Europe.

## Historique

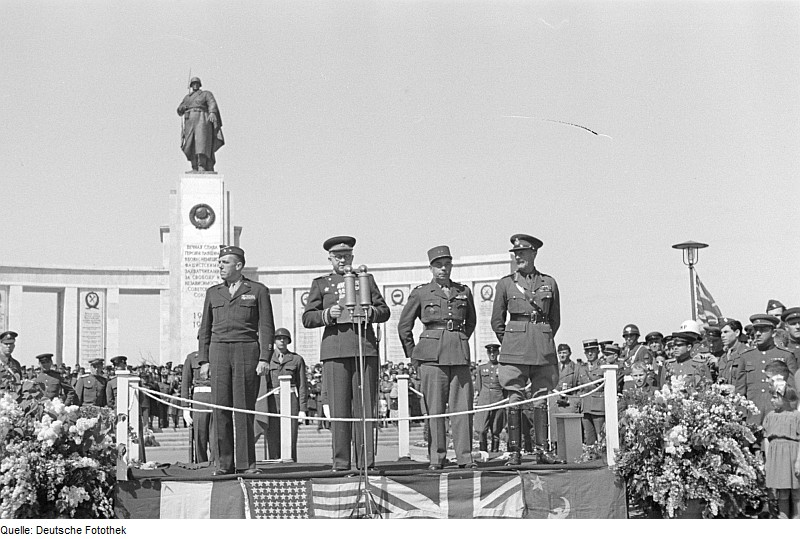
Cérémonie alliée en 1946 avec les commandants des quatre secteurs d’occupation. De g. à dr. : major général Frank A. Keating (États-Unis), lieutenant général Aleksandr Kotikov (URSS), général de brigade Charles Lançon (France), major général Eric P. Nares (Royaume-Uni).

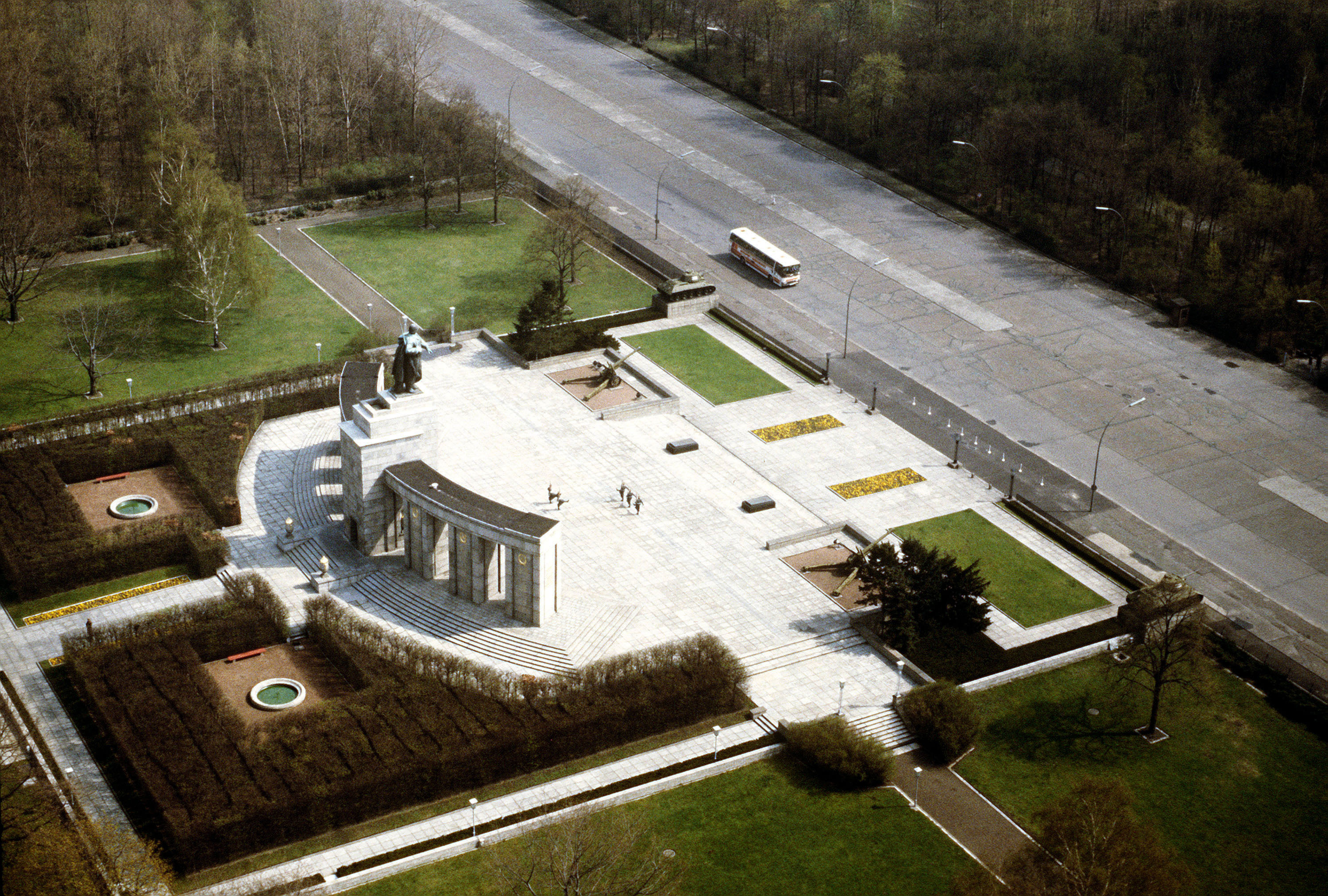
Vue aérienne du monument.

Ce monument fut érigé sur le bord septentrional de la Charlottenburger Chaussee (aujourd'hui Straße des 17. Juni), peu après la chute de la ville. Une partie des matériaux de la nouvelle chancellerie du Reich sert notamment à son édification.
Les premiers clichés du monument, inauguré le 11 novembre 1945, le montrent entouré d'un désert de ruines. En effet, le Tiergarten sera sérieusement endommagé par les bombes incendiaires, avant que les arbres restant ne soient tous abattus par la population pour servir de bois de chauffage. Depuis, le parc a été reboisé.
Bien que situé en secteur occidental durant la séparation de la ville, sa construction, menée par le Conseil de Guerre des Forces armées soviétiques, fut soutenue par l'ensemble des puissances alliés. Il a été conçu par les sculpteurs Lev Kerbel et Vladimir Tsigal, et l'architecte Nikolaï Sergueïevski. 
Même durant la guerre froide, des soldats de l'Armée rouge venaient régulièrement du secteur soviétique dans cette zone — alors sous contrôle britannique — afin d'assurer en permanence une garde d'honneur au monument.
Celui-ci est toujours fréquenté à l'occasion des commémorations du 8 mai 1945 : des couronnes et des gerbes de fleurs y sont déposées. C'est aussi un lieu de pèlerinage pour les anciens combattants de l'Armée rouge et une attraction touristique très populaire, car il est beaucoup plus proche du centre-ville que le grand cimetière de Treptower Park.
En avril 2014, dans le contexte des événements en Ukraine, le quotidien allemand Bild lance une campagne avec une pétition pour voir retirer les deux chars T-34 du monument, voyant en eux des symboles de l'expansionnisme russe.

## Architecture

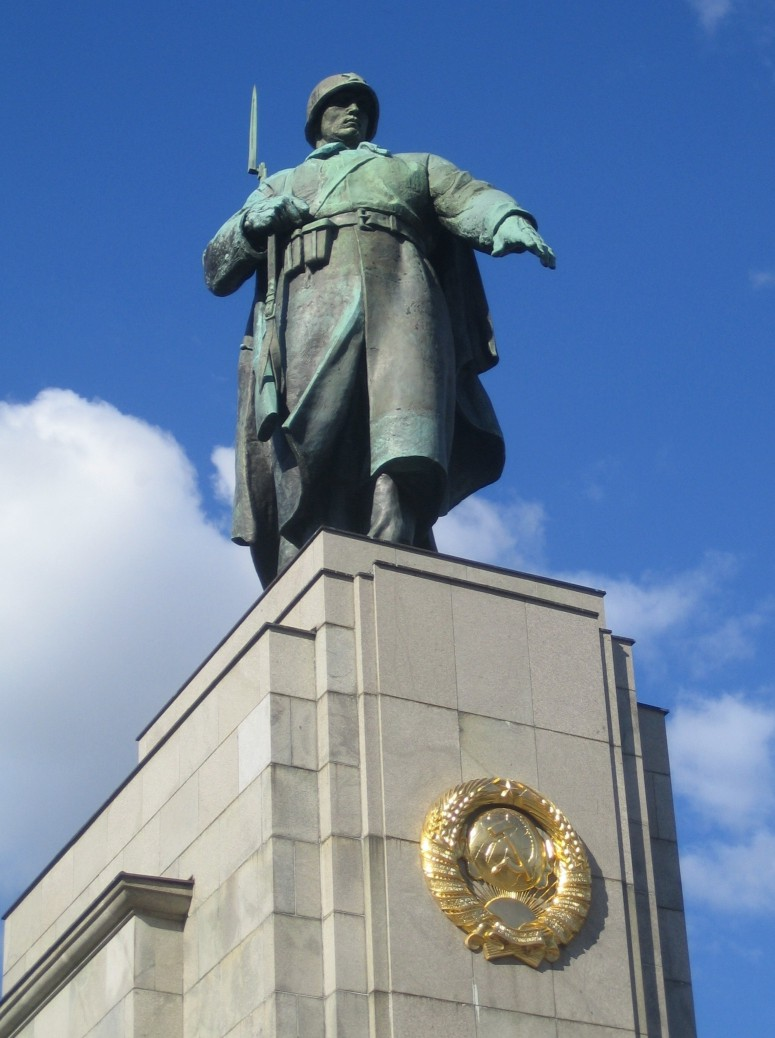
Détail de la statue.

Le mémorial conçu par l'architecte Nikolaï Sergueïevski est situé dans un jardin paysager.
Il se présente sous la forme d'une stoa courbe surmonté d'une imposante statue en bronze, due aux sculpteurs Vladimir Tsigal et Lev Kerbel, reposant sur un piédestal en marbre de Nikolaï Sergueïevski. La statue représente un soldat soviétique, le bras gauche tendu vers le sol afin de symboliser la chute du nazisme, mis à bas par l'Armée rouge.
Une inscription en russe sous la statue du soldat se traduit ainsi : « Gloire éternelle aux héros tombés dans la bataille contre les occupants fascistes allemands pour la liberté et l'indépendance de l'Union soviétique ! »
Le monument est flanqué de deux canons obusiers soviétiques ML-20-152 mm, qui ont tiré les salves signalant la fin de la Bataille de Berlin, ainsi que par deux chars T-34, les premiers à avoir pénétré dans la ville à l'issue de la bataille.
Derrière le mémorial, se trouve un musée montrant des photographies sur la construction de celui-ci, ainsi qu'un cimetière militaire, où reposent près de 2 500 combattants soviétiques.
L'entretien du monument est confié à l'Allemagne, aux termes des accords conclus lors de la Réunification, tout comme les autres monuments et cimetières où reposent plus de 22 000 soldats et officiers soviétiques.

## Autres monuments commémoratifs
Trois autres mémoriaux ont été édifiés à Berlin :
- le Mémorial soviétique de Treptower Park ;
- le Mémorial soviétique de Schönholzer Heide ;
- le Mémorial soviétique de Berlin-Buch